# سوفريتو
سوفريتو (بالإسبانية: soˈfɾito)، (بالكتالونية: sufɾəˈʒit)، (بالإيطالية: sofˈfritto)، (بالفرنسية: sofʁi)، (بالبرتغالية: ʁɨfuˈɣaðu) أو (بالبشكنشية: s̺ues̻ˈtits̻e)، هو طبق أساسي في المطبخ المتوسطي وأمريكا اللاتينية. يتكوّن عادة من مكوّنات عطرية تُقطّع إلى قطع صغيرة وتُقلى أو تُطهى على نار هادئة في الزيت لفترة طويلة.
في المطبخ الإسباني الحديث، يتكوّن السوفريتو من الثوم والبصل والفلفل المطهو في زيت الزيتون، مع إمكانية إضافة الطماطم أو الجزر. حيث يُعدّ الثوم والبصل وزيت الزيتون مكوّنات أساسية، بينما تُستخدم الطماطم وأوراق الغار كإضافات شائعة. في المطبخ الإيطالي، يُطلق على مزيج البصل والجزر والكرفس المفروم اسم باتوتو، وعند طهيه ببطء في زيت الزيتون يصبح سوفريتو. قد يضاف إليه أيضًا الثوم أو الكراث أو الكراث الفرنسي.
اشتُقّت كلمة سوفريتو من الفعل الإسباني سوفرير، الذي يعني "القلي السريع".

## في منطقة البحر المتوسط
أقدم وصفة مذكورة للسوفريتو، تعود إلى منتصف القرن الرابع عشر، كانت تتكوّن فقط من البصل والزيت.
في المطبخ الإيطالي، يتكوّن الباتوتو، من البصل والجزر والكرفس المفروم، ثم يُطهى ببطء في زيت الزيتون ليصبح سوفريتو. يمكن أن يُضاف إليه الثوم، أو الكراث أو الكراث الفرنسي.
في المطبخ اليوناني، يشير السوفريتو إلى طبق يوجد بشكل شبه حصري في جزيرة كورفو. يُقدَّم نادرًا في باقي مناطق اليونان، ويُعرف خارج كورفو باسم سوفريتو كورفو. يُحضّر من لحم العجل أو البقر المطهو ببطء مع الثوم والنبيذ والأعشاب والسكر وخل النبيذ، لينتج صلصة غنية بمذاق الأومامي مع لحم طري. عادة يُقدَّم مع الأرز أو البطاطس.

## في أمريكا اللاتينية

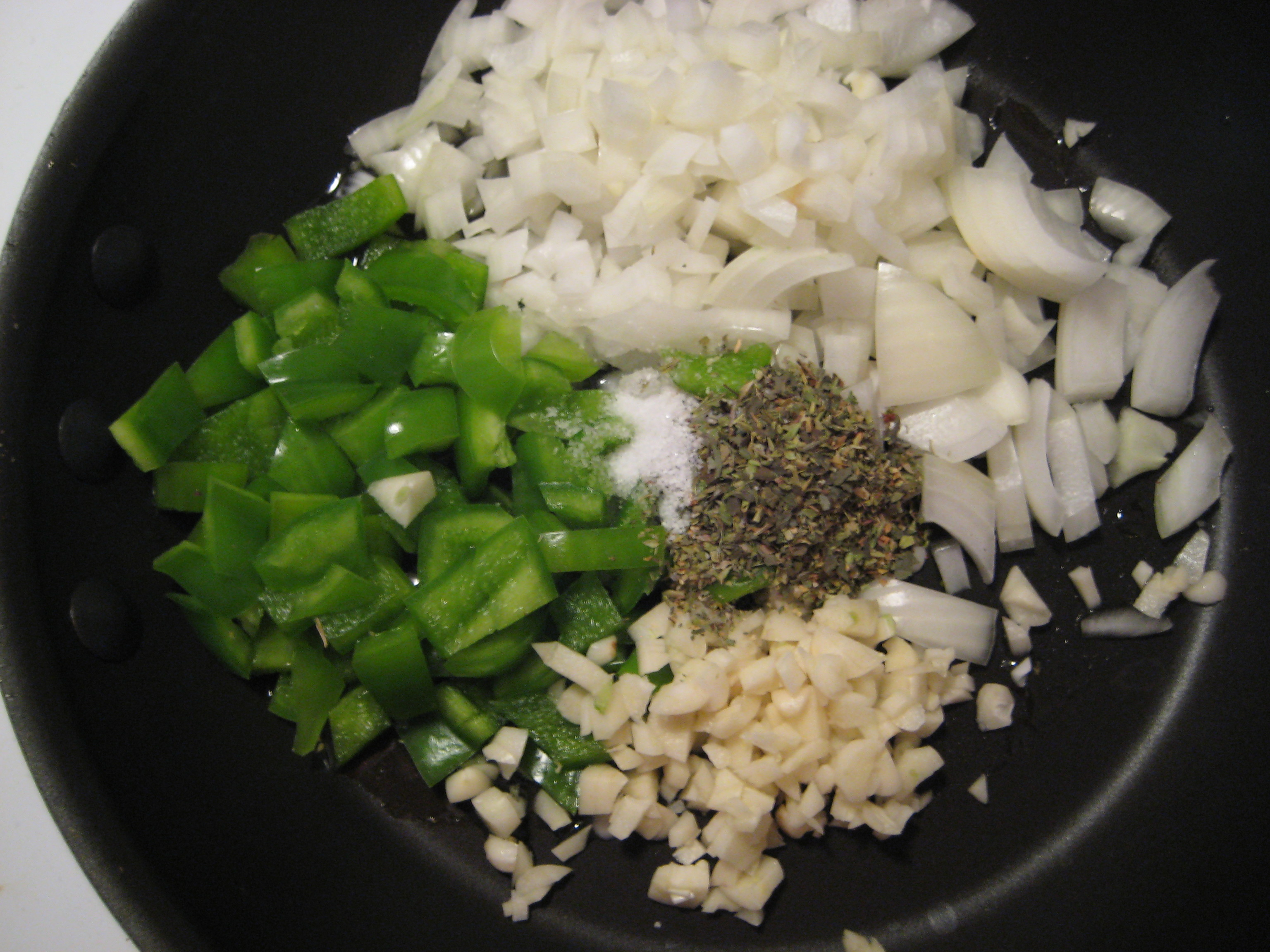
مكونات السوفريتو الأساسية موضوعة في مقلاة

في المطبخ الفنزويلي، يُعرف السوفريتو أيضًا باسم ألينيو، ويتكوّن أساسًا من أربعة مكونات عطرية: الثوم، البصل، الفلفل الحلو، والفلفل الحلو الفنزويلي، ويُقلى عادة في زيت الذرة. يُعتقد أن هذا الفلفل هو نوع غير حار من نباتات نشأت في جبال الأنديز، وطُوّر بالزراعة الانتقائية من قبل سكان جزيرة مارغريتا والمناطق الساحلية لفنزويلا، قبل أن ينتقل إلى بعض مستعمرات الكاريبي. يُستخدم السوفريتو كقاعدة لمعظم الأطباق الفنزويلية مثل بابييون كريويو وأسادو نيقرو و باستيل دي تشوتشو و هالاكا. أحيانًا تُضاف مكونات ثانوية مثل الطماطم أو البصل الأخضر أو البقدونس أو الكزبرة، حسب الطبق.
في المطبخ الكوبي، يُحضّر السوفريتو بطريقة مشابهة، لكن المكونات الأساسية هي البصل الإسباني والثوم والفلفل الحلو الأخضر أو الأحمر. غالبًا ما يُستخدم الفلفل الكاريبي بدلاً من الفلفل الحلو أو بالإضافة إليه. يُعتبر السوفريتو طبق مرافق للفاصوليا واليخنات وأطباق الأرز وأطباق أخرى مثل روبا فيخا و بيكاديلو. تشمل المكونات الثانوية صلصة الطماطم والنبيذ الأبيض الجاف والكمون وورق الغار والكزبرة. يُضاف النقانق الإسبانية، أو لحم الخنزير المقدد، أو لحم الخنزير في بعض الوصفات مثل أطباق الفاصوليا.
في المطبخ الدومينيكاني، يُعرف السوفريتو أيضًا باسم سافون. يختلف تحضيره حسب توافر المكونات، لكن الفلفل الحلو أو فلفل الكوبانيلي، والبصل الأحمر، والثوم، وعشبة الأوريغانو الجامايكي تعد عناصر ثابتة، وأحيانًا تكون هي التتبيلة الوحيدة. قد تُضاف مكونات أخرى مثل الكزبرة أو الكزبرة الطويلة أو الكرفس أو معجون الطماطم أو الطماطم الطازجة أو البرتقال المر أو الخل أو الفلفل الحلو، حسب المتاح. في بعض الأطباق تُضاف أيضًا خليط الزيتون المحشو بالكابر المعروف باسم الكابارادو.
في المطبخ البورتوريكي، يُستخدم السوفريتو في مجموعة واسعة من الأطباق مثل أطباق الأرز والصلصات والحساء وغيرها. المكونان الأساسيان اللذان يمنحان السوفريتو البورتوريكي نكهته المميزة هما الكزبرة الطويلة و أجي دولسي، بالإضافة إلى الفلفل الحلو الأخضر أو الأحمر، والفلفل الكوبانيلي، والفلفل الأحمر المحمص، والبصل الأصفر، والثوم، وصلصة الطماطم، والكزبرة. تُحمّص الفلفل الأحمر تقليديًا حتى يسودّ جزء من قشرته قبل إضافته. يُحضّر السوفريتو بكميات كبيرة ويُخلط حتى يصبح قوامه شبيهًا بالعصير، ثم يُخزَّن في البراد أو المجمّد. تُضاف صلصة الطماطم عند الطهي وليس أثناء تحضير الخليط. يُقلى السوفريتو في شحم الخنزير أو الزيت أو زيت الأناتو حتى يتبخر معظم السائل، ويُضاف إليه لحم الخنزير المقدد أو النقانق، مع خليط الكابارادو وورق الغار والكمون وبذور الكزبرة وتوابل أدوبو.

## في آسيا
في المطبخ الفلبيني، يشير مصطلح جينيسا إلى قاعدة من الثوم والبصل والطماطم تُقلى مع الزيت، وهي تشبه إلى حد كبير السوفريتو الإسباني.

## أنظر أيضاً
- ميربوا
- صلصة
- سالسا (طعام)
- إيبيس (طعام)